# Silene atrocastanea
Silene atrocastanea là loài thực vật có hoa thuộc họ Cẩm chướng. Loài này được Diels miêu tả khoa học đầu tiên năm 1912.